# Góry Czikokońskie
Góry Czikokońskie (ros.: Чикоконский хребет, Czikokonskij chriebiet) – pasmo górskie w azjatyckiej części Rosji, w południowo-zachodniej części Kraju Zabajkalskiego, między Czikojem i dopływami Ononu. Południowa część Gór Czikokońskich stanowi dział wodny między zlewiskami Oceanu Arktycznego i Spokojnego. Pasmo rozciąga się w kierunku północno-wschodnim (od granicy z Mongolią do ujścia Czikokonu do Czikoju) na długości ok. 130 km i szerokości do 40 km. Wznosi się ono średnio na wysokość 2000–2200 m n.p.m.; najwyższy szczyt, Bystrinskij Golec, ma wysokość 2519 m n.p.m. Dominuje rzeźba wysokogórska; miejscami występują osady polodowcowe i pozostałości rzeźby polodowcowej. Zbocza pasma są strome i pokryte górską tajgą oraz rzadko rosnącymi niskimi drzewami; szczyty są nieporośnięte.
Większą część pasma wraz z najwyższym szczytem obejmuje Park Narodowy „Czikoj”.